# 官田系統交流道
23°10′00″N 120°21′07″E / 23.166533°N 120.352042°E

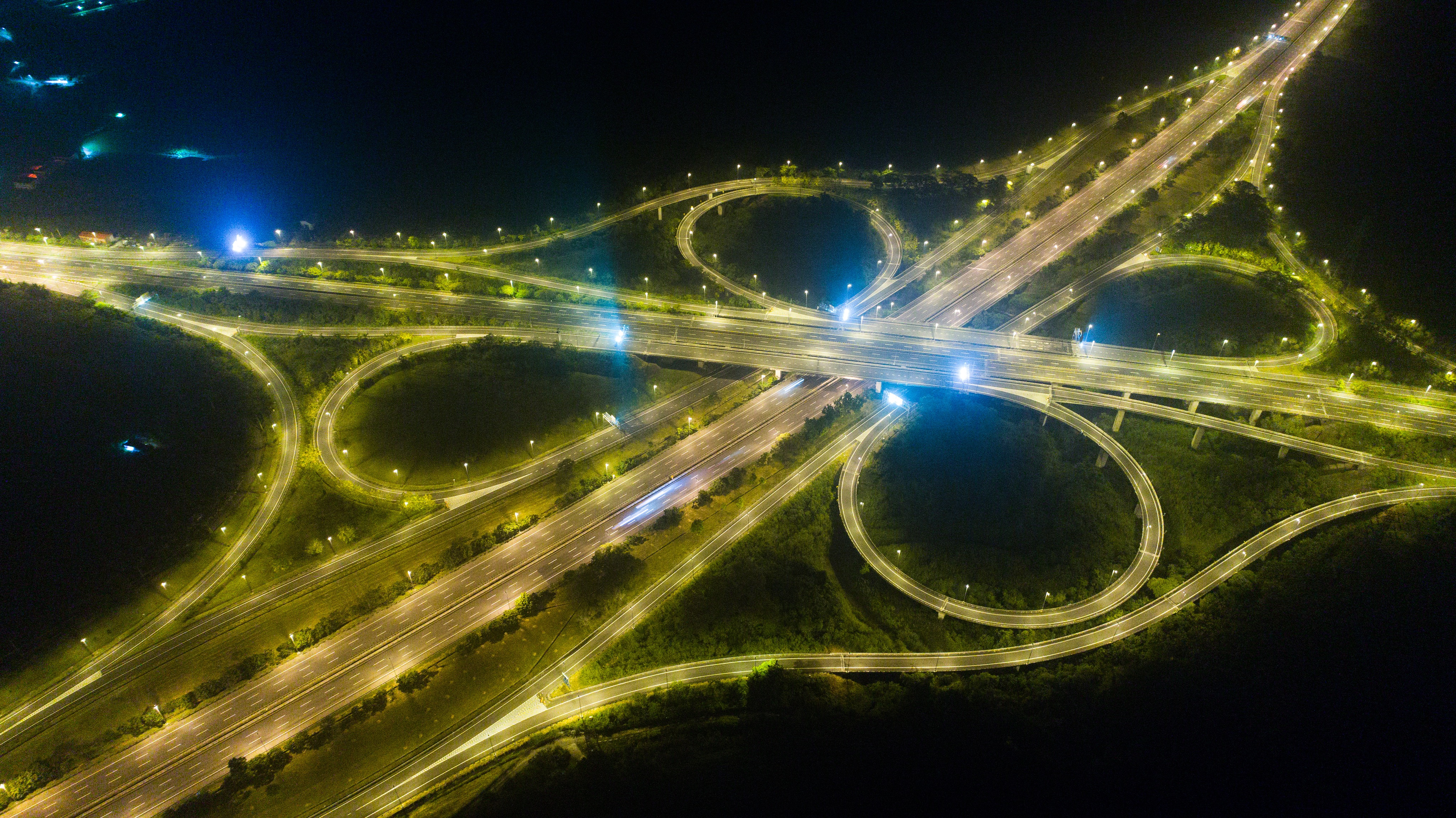
官田系統交流道夜景

官田系統交流道位於臺灣臺南市官田區，用於連結國道三號指標334k，台84線指標27k。
系統交流道橋下原本有平面道路（非側車道）西接台1線，跨越六雙溪，東接區道南119線，現已封閉跨六雙溪橋梁（僅單車道 ，並被埤塘淹沒）。
|  | 334 官田系統 |  | 玉井 北門 |
|  | 27 官田系統  |  | 嘉義 臺南 |

## 外部連結
- 國道三號官田系統交流道示意圖 （页面存档备份，存于）（交通部高速公路局）
- 台84線渡頭交流道、官田系統交流道示意圖 （页面存档备份，存于）（交通部公路總局）